# GAS1
GAS1‏ (Growth arrest specific 1) هوَ بروتين يُشَفر بواسطة جين GAS1 في الإنسان.